# DOXA
DOXA is een Zwitsers horlogemerk dat gespecialiseerd is in het maken van dure, handgemaakte horloges, vooral voor de duikwereld. De horloges worden vaak in een beperkte oplage geproduceerd en voldoen aan de eisen, onder andere met betrekking tot kwaliteit en waterdichtheid, om de term Swiss Made te mogen voeren.

## Geschiedenis
Het merk werd opgericht in 1889 in de stad Le Locle, gelegen in het hart van een van de belangrijkste horlogeproducerende streken van Zwitserland, het gebied rondom Neuchâtel.
De oprichter, Georges Ducommun (1868-1936), werd geboren in Le Locle, waar hij op twaalfjarige leeftijd assistent werd bij een bedrijf dat gespecialiseerd was in het maken van horlogeonderdelen. Toen hij twintig jaar was, begon hij een zijn eigen horlogereparatiezaak, die later zelf ook horloges begon te maken.
Het bedrijf richt zich tegenwoordig met name op horloges voor de duikwereld, die mede zijn gebaseerd op het oorspronkelijke model, de SUB300T uit 1967. Hier paste het merk als eerste een oranje wijzerplaat toe met daarnaast een duikring met gepatenteerde decompressie-tijdentabel.
Vlak na het uitbrengen van de SUB300T werd de Zwitserse horloge-industrie economisch geraakt door de uitvinding van het kwartshorloge. Er konden nu nauwkeurige, betrouwbare en kleine uurwerken  gemaakt worden zonder de dure mechanische uurwerken waar de Zwitserse horlogemakers in gespecialiseerd waren. In reactie hierop werd DOXA lid van de Synchron Watch Group, die bestond uit een groep Zwitserse horlogemakers (onder andere Girard Perregaux, Zodiac, Borel, Cyma en Eberhard & Co) om zo kosten te besparen. Dit mislukte, waardoor DOXA, na verkocht te zijn, in 1980 stopte met het maken van horloges.
Later werd DOXA weer leven in geblazen door de familie Jenny, die het merk bezit. Vanaf augustus 2002 introduceerde DOXA in een beperkte oplage diverse heruitgaven van zijn bekende horloges en uurwerken. Deze modellen zijn trouw aan de originele versies qua ontwerp en bouwmethode en gebruiken alle Zwitserse uurwerken.

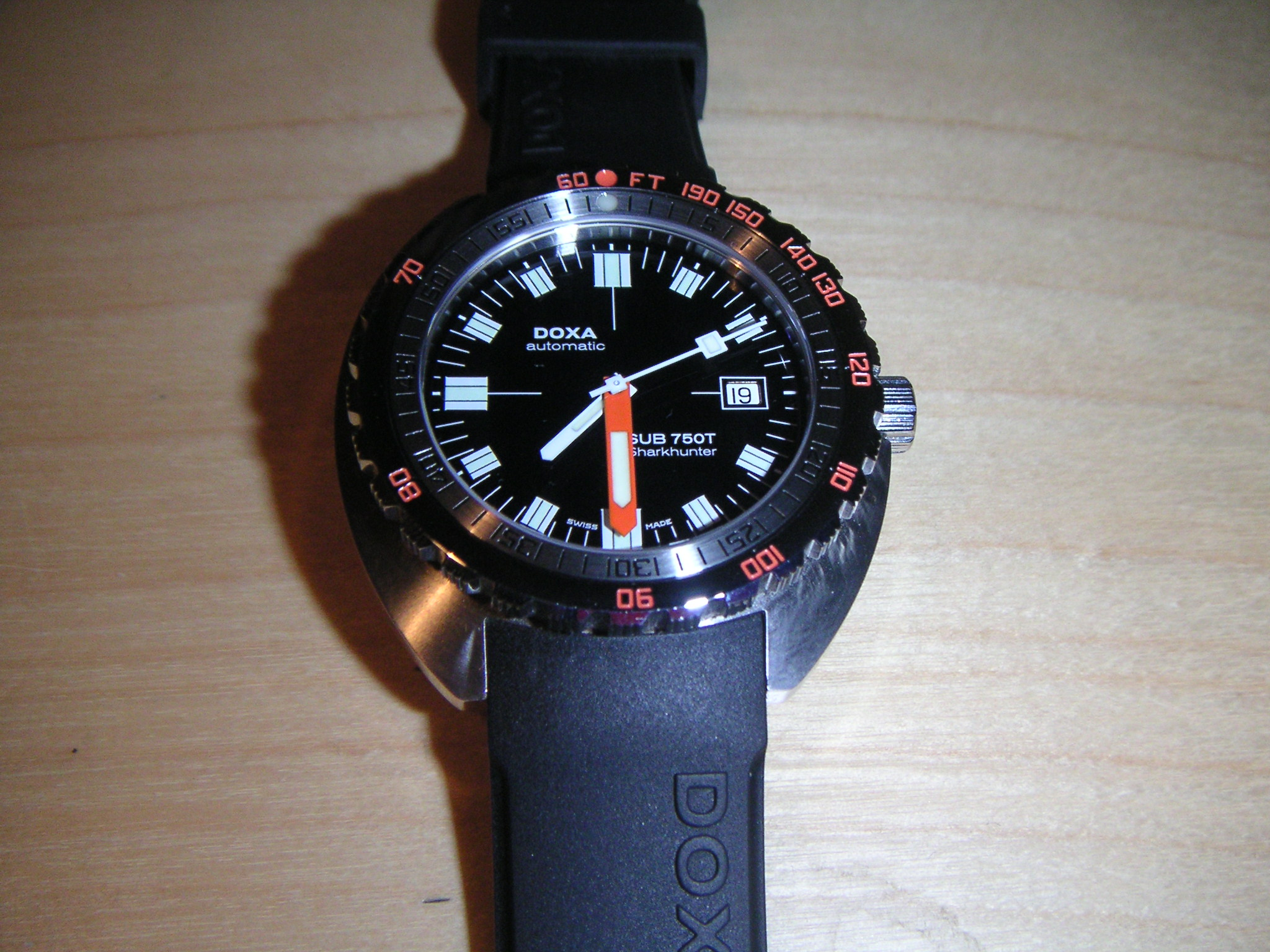
DOXA SUB750T Sharkhunter

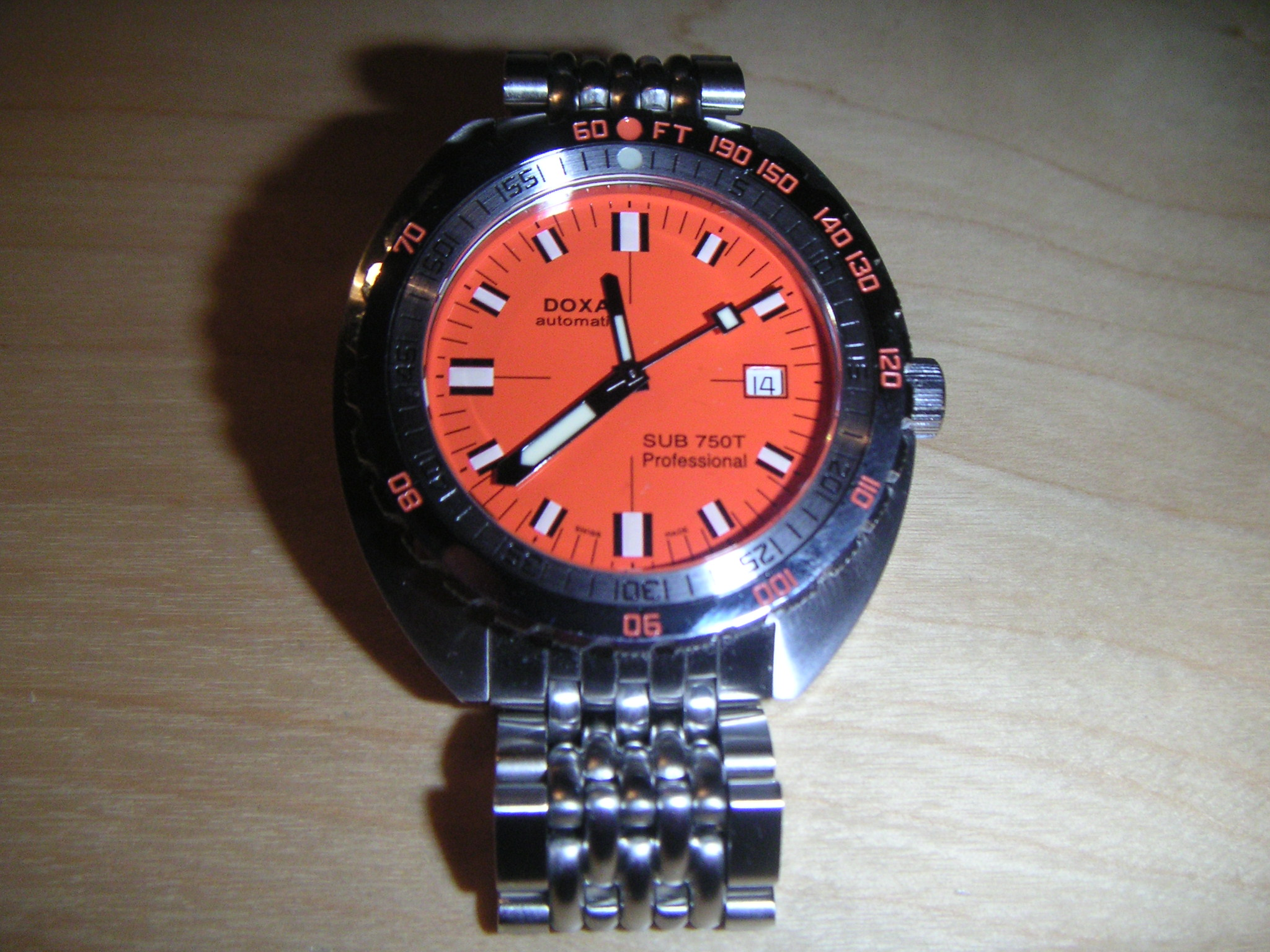
DOXA SUB750T Professional

## DOXA-innovaties
- Eerste commerciële duikhorloge, SUB300T in 1967.
- Eerste horloge met roterende duikring met gepatenteerde decompressietijdentabel, SUB300T in 1967.
- '8 dagen'-uurwerk met energiereserve voor 8 dagen, 1908.
- Helium overdrukklep; eerste horloge met helium overdrukklep. In sommige situaties bij duiken, kan helium via de afdichting doordringen in het uurwerk. Dit kan een opbouw van druk veroorzaken in het horloge waardoor het het glas kapot kan gaan. DOXA, in samenwerking met Rolex, ontwikkelde en introduceerde dit systeem als eerste in zijn duikhorloges. Terwijl deze ontwikkeling een belangrijke vooruitgang was, zijn er slechts weinig horloges met deze optie verkocht. Doxa introduceerde de SUB300T Conquistador in 1969 met een helium overdrukklep. Rolex paste de klep toe in zijn Sea-Dweller horloge in 1971. Later kwam ook Omega met deze optie in de Seamaster.

## Bekendheid
Hoewel Jacques Cousteau vaak gezien werd met een DOXA SUB300T Sharkhunter, en Robert Redford een SUB600T Sharkhunter droeg in de film Three Days of the Condor uit 1975, werd het merk DOXA vooral bekend door een andere beroemdheid. In de reeks Dirk Pitt-boeken, geschreven door Clive Cussler, wordt vaak vermeld dat het hoofdpersonage (Dirk Pitt) een oranje DOXA-duikhorloge draagt. Cussler, zelf een duiker, kreeg een SUB300T toen hij stopte met zijn baan bij een duikwinkel om romans te gaan schrijven. Hij hield zo veel van het horloge, dat het een belangrijke eigenschap van het belangrijkste personage is.
Om mee te gaan met de populariteit van deze romans, bood DOXA een "Dirk Pitt"-editie en "Clive Cussler"-editie van zijn horloges aan. Matthew McConaughey, die Pitt speelt in de film Sahara uit 2005 (gebaseerd op het gelijknamige boek), droeg een SUB600T Professional. Dit horloge is een heruitgave van de beroemde oranje DOXA SUB300T Professional. 
De verschillen tussen de diverse Limited Editions van DOXA zijn niet altijd even goed herkenbaar. Vaak betreffen de wijzigingen onderling, de kleur van de wijzerplaat, toegepaste type uurwerk en/of de waterdichtheid.

## Benaming DOXA-horloges
Aan de hand van de benaming van de DOXA's duikhorloges kan de kleur wijzerplaat worden afgeleid. De volgende benamingen worden gebruikt:
- Professional refereert aan een oranje wijzerplaat
- Sharkhunter refereert aan een zwarte wijzerplaat
- Searambler refereert aan een zilverkleurig (metallic) wijzerplaat
- Caribbean refereert aan een blauwe wijzerplaat
- Divingstar refereert aan een gele wijzerplaat
- Conquistador refereert aan een horloge met helium overdrukklep

## Lijst van DOXA-horloges en -uurwerken
Vintage modellen
- SUB300T
- SUB200 T-Graph
- 8-Days

Re-edities
- 8-Days
- Deco
- Flieger II
- SUB250T Sharkhunter (geïntroduceerd 2002, limited edition)
- SUB300T Professional (geïntroduceerd 2002, limited edition van 1000 stuks)

Sharkhunter (geïntroduceerd 2002, limited edition van 1000 stuks)
Seahunter (geïntroduceerd 2002, limited edition van 1000 stuks)
Divingstar (geïntroduceerd 2002, limited edition van 1000 stuks)
- SUB600T Professional (geïntroduceerd 2004, limited edition van 3000 stuks)

Professional "DIRK PITT" (geïntroduceerd 2005 met uitkomen film Sahara)
Sharkhunter (geïntroduceerd 2004, limited edition van 3000 stuks)
Divingstar (geïntroduceerd 2005, limited edition van 100 stuks)
- SUB750T Professional (geïntroduceerd 2005, limited edition van 5000 stuks (aantal inclusief 750T      modellen Sharkhunter, Searambler en Military Sharkhunter))

Sharkhunter (geïntroduceerd 2005)
Searambler (geïntroduceerd 2005)
Militaray Sharkhunter (geïntroduceerd 2005)
Caribbean (uitgegeven in 09/2005, limited edition van 250 stuks)
GMT Professional (geïntroduceerd in 2007, limited edition van 1000 stuks (aantal inclusief overige 750T GMT modellen))
GMT Sharkhunter (geïntroduceerd in 2007)
GMT Divingstar (geïntroduceerd in 2006)
- SUB600 T-Graph Professional (geïntroduceerd 2005, limited edition of 250 units)

T-Graph Sharkhunter (geïntroduceerd 2005, limited edition of 250 units)
- SUB1000T Professional (geïntroduceerd 2007, limited edition van 5000 stuks)

Sharkhunter (geïntroduceerd 2007, limited edition van 5000 stuks)
Divingstar (geïntroduceerd 2007, limited edition van 5000 stuks)
Caribbean (geïntroduceerd 2007, limited edition van 5000 stuks)
- SUB5000T Seaconquerer Professional (geïntroduceerd 2007, limited edition van 5000 stuks)

Seaconquerer Sharkhunter (geïntroduceerd 2007, limited edition van 5000 stuks)